# Baños Sotomó
Los baños Sotomó son manantiales termales ubicados en la Región de Los Lagos, utilizados para fines medicinales.

## Ubicación
Los manantiales están a nivel del mar.: 444 

## Historia
Francisco Solano Asta-Buruaga y Cienfuegos escribe sobre el lugar en su Diccionario Geográfico de la República de Chile de 1899:: 768 
Sotomó (Abra de).-—Recodo ó pequeña ensenada de la ribera derecha del estuario de Reloncaví á unos 25 kilómetros de su boca, y situada por los 41º 39' Lat. y 72º 24' Lon., al O. de la desembocadura del Puelo en la margen opuesta. Es de buen fondeadero y concurrida por las embarcaciones que se ocupan en la extracción de maderas de que abundan sus contornos. Tiene contiguas unas vertientes termales sulfurosas con temperatura de 40° á 42^ del centígrado.
Luis Risopatrón lo describe en su Diccionario Jeográfico de Chile de 1924:: 852 
Sotomó (Baños de) 41° 37' 72° 23' Ofrecen dos termas que brotan en la costa de la cala SW de la bahía del mismo nombre: la vertiente situada en el desplayo tiene 41,7° C de temperatura, exhala olor a hidrójeno sulfurado i la cubre la marea llena hasta 1,6 m, mientras que la otra-vierte al lado, en el ribazo N de la cala, es de agua clorurada, de gusto agradable, con 22,5° C de temperatura i no la cubre la marea; son favorables para el tratamiento de las afecciones sifilíticas. 1, viii, p. 90; 60, p. 470; S5, p. 105; de Sotomó o San Luis en 61, xxxii, p. 408; i xxxix, p. 27; i XLVII, p. 690; i de Sotamó; termas en 63, p. 486; i Baños de Sotamó en 68, p. 37.
Sotomó (Bahía de) 41° 37' 72° 23' Es muí profunda, ofrece abrigo contra los vientos reinantes i bastante comodidad para fondear lanchas i botes, no menos que las balandras del tráfico i se abre en la costa W del estero de Reloncaví, hácia el W de la desembocadura del rio Puelo; en la parte SW presenta una pequeña cala, entre murallones de rocas acantiladas, que contiene en su saco las termas de aquel nombre. 1, viii, p. 89; i xxx, carta 62; 60, p. 470; i 61. xxxix, p. 27 plano; caleta en 1, xiii, p. 218 (Moraleda, 1795); puerto en 1, xxvii, p. 255; i abra en 155, p. 768.